# Petar Metličić
Petar Metličić (Split, 25 de dezembro de 1976) é um ex-handebolista profissional croata, campeão olímpico em Atenas 2004.